# Charles Alphonse du Fresnoy

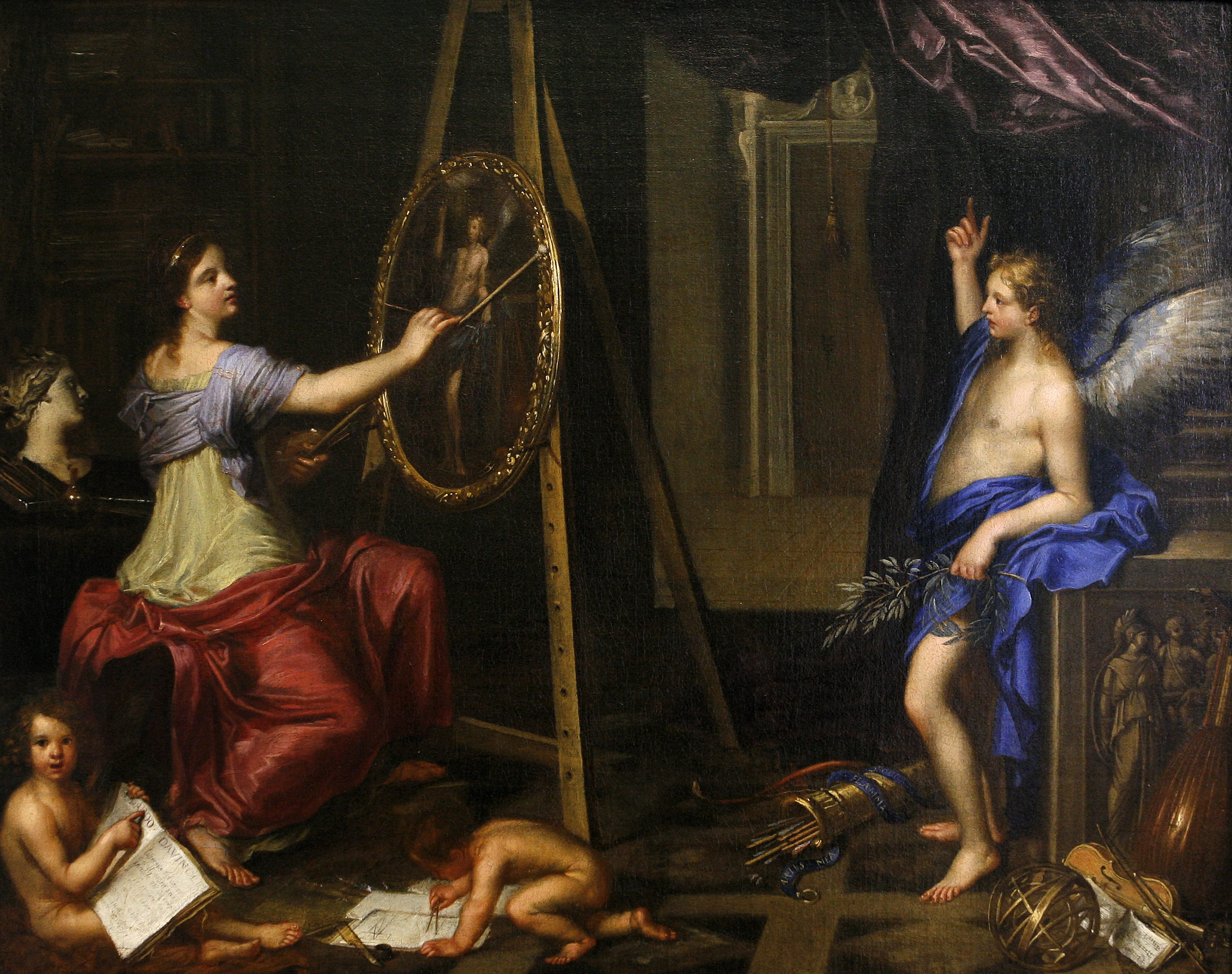
Pictura en Eros in Allegorie op de Schilderkunst, 1650 of 1660?

Charles Alphonse du Fresnoy of Dufresnoy (Parijs, 1611 – Villiers-le-Bel, 16 januari 1668) was een Frans historieschilder en schrijver. Meer dan door zijn schilderwerk is Dufresnoy bekend vanwege zijn De Arte Grafica, een theorie over de schilderkunst, aangevuld met praktische adviezen. Het gedicht De Arte Grafica heeft meer dan antiquarische waarde; het was na meer dan een eeuw van belang voor het neoclassicisme in de kunst.

## Biografie
Fresnoy was de zoon van een apotheker en kreeg een degelijke, klassieke opleiding. Hij was bestemd voor een studie medicijnen, maar won al spoedig prijzen met zijn gedichten. Fresnoy hield zich meer bezig met kunst en twijfelde tussen schilderen of dichten, dat alles tot ergernis van zijn ouders. Hij was twee jaar in de leer bij François Perrier en Simon Vouet, tijdgenoten van Nicolas Poussin. Fresnoy werkte van 1633 tot 1653 in Rome, waar hij landschappen met mythologische of klassieke figuren, gebouwen en ruïnes schilderde. Hij leefde uitgesproken eenvoudig tot zijn studiegenoot/medeleerling Pierre Mignard hem kwam opzoeken. Samen met Mignard, die een beter schilder was, kopieerde hij schilderijen van Raphael en Titiaan, o.a. in het Palazzo Farnese. Ze gingen iedere avond naar de academie om modellen te tekenen. In 1653 trokken de beide mannen, die bekendstonden als onafscheidelijk, naar Venetië, maar Mignard keerde terug naar Rome en Fresnoy reisde via Lombardije naar Parijs, waar hij in 1656 aankwam.
Fresnoy, goed bekend met de theorie, de regels, de geschiedenis van de schilderkunst, kreeg belangrijke opdrachten voor zolderstukken van particulieren en voor kerken. In 1658 keerde Mignard terug naar Parijs. De beide mannen woonden en werkten nog lange tijd samen tot Fresnoy een hersenbloeding kreeg en een viertal maanden later stierf in het huis van zijn broer.

## De Arte Grafica
Meer dan door zijn schilderwerk is Dufresnoy bekend vanwege zijn De Arte Grafica, een theorie over de schilderkunst in 549 verzen in Neo-Latijn, opgedragen aan Jean Baptiste Colbert. Het werk ontstond in Italië in twintig jaar tijd en werd in 1668 vertaald in het Frans door Roger de Piles (1635-1709), en in 1695 in het Engels door John Dryden. Alexander Pope bewerkte een inleidend gedicht. In 1722 verscheen in Amsterdam een vertaling "in het Nederduits" door de kunstschilder Johannes Verhoek (1683-1727). Ook Gerard de Lairesse schijnt aan een vertaling te hebben gewerkt.
Het lastige en lange werk en de daarin geformuleerde regels werden onderwerp van een polemiek tussen Charles Le Brun en Mignard.
Volgens Fresnoy moet de schilder kennis hebben van anatomie, proporties, perspectief, stoffen, en uitdrukking. Fresnoy was tegen een te groot aantal figuren, gezelschappen, op het schilderij; hij propageerde klassieke idealen, evenwicht, licht en schaduw, maar ook het gebruik van een vergrootglas; hij beïnvloedde de schilders Joshua Reynolds en William Turner; de laatste in zijn kleurgebruik.